# Mordellistenomimus nanus
Mordellistenomimus nanus är en skalbaggsart som först beskrevs av Bates 1885.  Mordellistenomimus nanus ingår i släktet Mordellistenomimus och familjen långhorningar.
Artens utbredningsområde är Guatemala. Inga underarter finns listade i Catalogue of Life.